# Sialis nigripes
Sialis nigripes is een insect uit de familie Sialidae, die tot de orde grootvleugeligen (Megaloptera) behoort. De soort komt voor in Europa, inclusief Nederland.

## Kenmerken
Het is donkerbruin tot zwart van kleur en heeft vier vliezige vleugels zonder patroon en gelijkmatig bruin van kleur met donkere aderen. De vleugels worden als een dak boven het achterlijf gehouden. Zijn antennes zijn korter dan zijn voorvleugels.